# Nicole Duault
Pour les articles homonymes, voir Duault (homonymie).
Nicole Duault, née Nicole Vincent le 30 juin 1942 à Talence et morte le 31 août 2014 à Bordeaux à la suite d'un accident vasculaire cérébral (AVC) survenu le 20 août, est une journaliste et critique d'art française qualifiée par Jean-Jacques Aillagon, ancien ministre de la Culture, de « l'amoureuse des arts et des lettres ».

## Biographie

### Formation
Nicole Duault est ancienne élève de l'École supérieure de journalisme de Lille (38e promotion).

### Carrière professionnelle
Dans les années 1960-1970, Nicole Duault, journaliste à France-Soir s'occupe des questions d'éducation, de formation, de jeunesse. Elle publie ainsi en 1970 un livre sur l'éducation Votre enfant au collège et au lycée, avec Jacques Bouzerand (du quotidien L'Aurore) et Yonnick Flot (de l'AFP) aux éditions Armand Colin.
Sa carrière dans la presse a ensuite évolué vers le journalisme consacré à la culture. Elle forme de nombreux jeunes journalistes,.
Elle est critique artistique, notamment de  l'art contemporain, critique de théâtre et critique musical.
Elle est l'une des plus anciennes collaboratrices du Journal du dimanche auquel elle collabore depuis sa création. Elle collabore également au jdd.fr et à Altamusica.
Elle a été membre de l'association Presse musicale internationale pendant de nombreuses années, chargée notamment des nouvelles technologies.

## Publications
- Votre enfant au collège et au lycée, avec Jacques Bouzerand (du quotidien L'Aurore) et Yonnick Flot (de l'AFP) aux éditions Armand Colin.

## Récompenses et distinctions
- Le 2 mai 2012, Nicole Duault est nommée chevalier de l'ordre national du Mérite pour ses 51 ans de services, sur proposition de Frédéric Mitterrand, ministre de la Culture[10].